# Таліб ібн Ахмад
Таліб ібн Ахмад (д/н —бл. 976) — 10-й ельтебер (володар) і 4-й емір Волзької Болгарії у 964—976 роках.

## Життєпис
Онук еміра Алмиша, син Ахмада, еміра Сувара. Десь до 950 року успадкував батьківське володіння. Продовжив боротьбу з болгарськими емірами Мікаїлом і Абдуллахом. Близько 964 року після поразки останнього від русів зумів завдати йому поразки й захопити владу в Волзькій Болгарії.
Ймовірно спирався на союз з великим князем київським Святославом Ігоровичем для подальшій боротьбі з Хозарським каганатом. Зумів знову підкорити південних булгар (предки чувашів).
Втім невдовзі стикнувся з повстанням брата Муміна, який 976 року завдав поразки Талібу, захопивши владу.